# ماركوس جيل
ماركوس جيل (بالبرتغالية: Marcos Gil‏) (مواليد 1 أغسطس 1961) هو سبّاح أنغولي، مثّل بلاده في الألعاب الأولمبية الصيفية 1980.

## روابط خارجية
ماركوس جيل على موقع الاتحاد الدولي للسباحة (الإنجليزية)
- ماركوس جيل على موقع أوليمبيديا (الإنجليزية)